# ماركو بيرناتشي
ماركو بيرناتشي (بالإيطالية: Marco Bernacci)‏ (15 ديسمبر 1983 بتشيزينا في إيطاليا - ) هو لاعب كرة قدم إيطالي في مركز الهجوم. شارك مع منتخب إيطاليا تحت 20 سنة لكرة القدم. أما مع النوادي، فقد لعب مع نادي أسكولي ونادي بولونيا ونادي تشيزينا ونادي تورينو ونادي ليفورنو ونادي مانتوفا ونادي مودينا وAPD Ribelle 1927 ‏ وAC Bellaria Igea Marina ‏ وForlì FC ‏.

## روابط خارجية
- ماركو بيرناتشي على موقع قاعدة بيانات كرة القدم.إي يو (الإنجليزية)
- ماركو بيرناتشي على موقع Soccerway.com (الإنجليزية)